# Fリーグ オーシャンアリーナカップ2013
Fリーグ オーシャンアリーナカップ2013 (F.LEAGUE OCEAN ARENA CUP 2013)は、6回目 のFリーグ オーシャンアリーナカップである。2013年8月8日から11日に愛知県名古屋市のテバオーシャンアリーナで開催され、名古屋オーシャンズが4年連続4回目の優勝を果たした。2012年大会は「テバオーシャンアリーナカップ」として開催されたが、カップスポンサーであるテバ製薬が大会への出資額を減らしたため、今大会より名称がFリーグ オーシャンアリーナカップに変更された。

## 大会方式
2012年大会同様、Fリーグ所属の10クラブに加え、FUTSAL地域チャンピオンズリーグ優勝クラブ（フウガすみだ）と準優勝クラブ（ミキハウスフットサルクラブ）を合わせた計12クラブによって争われた。前回大会優勝の名古屋オーシャンズとFリーグ2012で2位のシュライカー大阪はシードされて準々決勝からの出場となり、大会前のリーグ戦セントラル開催期間中に行われたFリーグ各クラブサポーターによる組み合わせ抽選会でシード権を獲得した湘南ベルマーレとペスカドーラ町田も準々決勝からの出場となった。
試合は40分間（前後半20分、プレーイングタイム）で行われ、規定時間終了時点で勝敗が決しない場合はPK戦で勝者を決定した。ただし決勝のみ、規定時間終了時点で勝敗が決しない場合は10分間（前後半5分、プレーイングタイム）の延長戦を行い、それでも勝敗が決しない場合はPK戦で優勝チームを決定した。

## 詳細
4試合を行う1日目（1回戦）と2日目（準々決勝）では試合間隔が縮められた。2012年大会は第4試合の開始時間が18:00だったが、2013年大会では16:30となった。アグレミーナ浜松は1回戦で地域チャンピオンズリーグ準優勝のミキハウスFCを破り、同大会初勝利を挙げた。前年度3位のエスポラーダ北海道は1回戦でバサジィ大分に敗れて敗退した。リーグ戦で9位に沈んでいる府中アスレティックFCはデウソン神戸に勝利し、フウガすみだはバルドラール浦安に勝利して3年連続でFリーグクラブを撃破した。準々決勝には3連覇中の名古屋オーシャンズが登場し、浜松を4-0で一蹴。大分に勝利した湘南も前回大会に続いて準決勝進出を決めた。府中は町田に3-1で勝利し、シュライカー大阪はすみだとの乱戦を7-5で制した。準決勝では前年に続いて湘南と名古屋が対戦し、名古屋が5-2で勝利。もう一試合は3年連続準優勝の大阪を府中が下し、6回目で初めて名古屋対大阪以外の決勝が実現した。3位決定戦はFリーグで勝ち点が同じ大阪と湘南の対戦となり、3-1で勝利した大阪が3位となった。決勝ではラファエル・サカイと森岡薫が準々決勝からの3戦連続得点を達成し、5-1で危なげなく勝利して4連覇を決めた。

## 出場チーム
| Fリーグ加盟チーム                | Fリーグ加盟チーム      | Fリーグ加盟チーム    | Fリーグ加盟チーム |
| -------------------------------- | ---------------------- | -------------------- | ----------------- |
| エスポラーダ北海道               | バルドラール浦安       | 府中アスレティックFC | ペスカドーラ町田  |
| 湘南ベルマーレ                   | アグレミーナ浜松       | 名古屋オーシャンズ   | シュライカー大阪  |
| デウソン神戸                     | バサジィ大分           |                      |                   |
| FUTSAL地域チャンピオンズリーグ枠 |                        |                      |                   |
| フウガすみだ（優勝）             | ミキハウスFC（準優勝） |                      |                   |

## 大会日程
| ラウンド  | 開催日              | 場所                   |
| --------- | ------------------- | ---------------------- |
| 1回戦     | 2012年8月8日（木）  | テバオーシャンアリーナ |
| 準々決勝  | 2012年8月9日（金）  | テバオーシャンアリーナ |
| 準決勝    | 2012年8月10日（土） | テバオーシャンアリーナ |
| 3位決定戦 | 2012年8月11日（日） | テバオーシャンアリーナ |
| 決勝      | 2012年8月11日（日） | テバオーシャンアリーナ |

## 試合結果

### 1回戦
| #1 | 2012年8月8日 10:30 |

| アグレミーナ浜松 | 7-3      | ミキハウスFC |
|                  | 公式記録 |              |

| テバオーシャンアリーナ |

| #2 | 2012年8月8日 12:30 |

| バサジィ大分 | 1-1 （PK 5-3） | エスポラーダ北海道 |
|              | 公式記録       |                    |

| テバオーシャンアリーナ |

| #3 | 2012年8月8日 14:30 |

| 府中アスレティックFC | 1-1 （PK 4-3） | デウソン神戸 |
|                      | 公式記録       |              |

| テバオーシャンアリーナ |

| #4 | 2012年8月8日 16:30 |

| バルドラール浦安 | 2-3      | フウガすみだ |
|                  | 公式記録 |              |

| テバオーシャンアリーナ |

### 準々決勝
| #5 | 2012年8月9日 14:30 |

| 名古屋オーシャンズ | 4-0      | アグレミーナ浜松 |
|                    | 公式記録 |                  |

| テバオーシャンアリーナ |

| #6 | 2012年8月9日 16:30 |

| 湘南ベルマーレ | 3-2      | バサジィ大分 |
|                | 公式記録 |              |

| テバオーシャンアリーナ |

| #7 | 2012年8月9日 10:30 |

| 府中アスレティックFC | 3-1      | ペスカドーラ町田 |
|                      | 公式記録 |                  |

| テバオーシャンアリーナ |

| #8 | 2012年8月9日 12:30 |

| フウガすみだ | 5-7      | シュライカー大阪 |
|              | 公式記録 |                  |

| テバオーシャンアリーナ |

### 準決勝
| #9 | 2012年8月10日 17:00 |

| 名古屋オーシャンズ                                     | 5-2      | 湘南ベルマーレ   |
| ラファエル・サカイ 7分, 16分, 31分 · 森岡薫 17分, 34分 | 公式記録 | 今井翔 5分, 36分 |

| テバオーシャンアリーナ 観客数: 1,079人 主審: 池田浩之 |

| #10 | 2012年8月10日 15:00 |

| 府中アスレティックFC                                   | 2-2      | シュライカー大阪                               |
| 山田ラファエルユウゴ 14分 · 宮田義人 19分              | 公式記録 | 瀬戸彬仁 3分 · ヴィニシウス 28分               |
|                                                        | PK戦     |                                                |
| 山田ラファエルユウゴ 田中惇史 三井健 岡山洋介 ロドリゴ | 5-4      | 一木秀之 村上哲哉 林浩平 瀬戸彬仁 ヴィニシウス |

| テバオーシャンアリーナ 観客数: 774人 主審: 大黒裕之 |

### 3位決定戦
| #11 | 2012年8月11日 13:00 |

| 湘南ベルマーレ | 1-3      | シュライカー大阪                        |
| ボラ 8分       | 公式記録 | 永井義文 25分, 39分 · ヴィニシウス 33分 |

| テバオーシャンアリーナ 観客数: 1,339人 主審: 松井隆 |

### 決勝
| #12 | 2012年8月11日 15:30 |

| 名古屋オーシャンズ                                                                         | 5-1      | 府中アスレティックFC |
| 森岡薫 9分, 28分 · ラファエル・サカイ 15分 · 吉川智貴 19分 · 前鈍内マティアスエルナン 38分 | 公式記録 | 宮田義人 16分        |

| テバオーシャンアリーナ 観客数: 1,872人 主審: 延本泰一 |

| Fリーグ オーシャンアリーナカップ2013 優勝 |
| ----------------------------------------- |
| 名古屋オーシャンズ 4年連続4回目           |